# Phil Rudd
Phillip Hugh Norman Witschke Rudzevecuis (Melbourne, 19 de mayo de 1954), conocido profesionalmente como Phil Rudd, es un baterista australiano de hard rock. Conocido por ser el baterista de AC/DC, es considerado el baterista original de la banda; junto con Cliff Williams y los hermanos Young conforma la formación clásica del grupo.
Su etapa en AC/DC comprende desde 1975 a 1983, posteriormente desde 1994 hasta 2014 y desde octubre de 2020 a día de hoy. Desde la salida del grupo por parte de Mark Evans, se convirtió en el único integrante australiano del grupo. Junto con los hermanos Young, Cliff Williams y Brian Johnson, ingresó al Rock and Roll Hall of Fame, en 2003. La revista Rolling Stone, lo ubicó en el puesto N°86 en la lista de Los 100 Mejores Bateristas de la Historia. Ha vuelto oficialmente a AC/DC con el anuncio del álbum Power Up que fue lanzado el 13 de noviembre de 2020.

## Inicios
Nació en Melbourne, Australia. Ha reconocido como artistas influyentes a The Beatles, Free, The Small Faces y Bad Company, entre otros.
Antes de AC/DC trabajó con la agrupación Buster Brown, que tenía como vocalista a Angry Anderson (años más tarde fundador de Rose Tattoo). Lanzaron un álbum con Mushoom Records llamado Something to Say y poco después audicionó para AC/DC en Melbourne.

## AC/DC
Phil se unió a AC/DC en 1975. En 1979 el grupo tuvo un gran éxito con el lanzamiento de Highway to Hell, álbum en el que se insistió en alcanzar un mejor sonido en la sección rítmica. Al empezar a grabar su séptimo álbum, muere el cantante Bon Scott en febrero de 1980, pero la banda siguió trabajando en nuevos temas independientes al álbum que estaban grabando en aquel momento, y empezando a grabar otro, contratando al vocalista Brian Johnson, y en Bahamas acabaron con la grabación del Back in Black, que se convertiría en el segundo álbum más vendido de la historia. En 1983 Phil grabó las pistas de batería de Flick of the Switch y se retiró en Nueva Zelanda.

## De vuelta a AC/DC y carrera posterior
Phil regresó finalmente a la banda en 1994 para la producción del álbum Ballbreaker. Durante los siguientes años obtuvo gran reconocimiento con AC/DC, e ingresó junto al resto de los miembros en el Rock And Roll Hall Of Fame en 2003. En 2008 el grupo lanzó Black Ice, que ha vendido más de 10 millones de álbumes en todo el mundo. 
Phil Rudd es empresario desde hace más de 30 años y propietario del restaurante 'Phil's Place' en Tauranga, Nueva Zelanda. Tiene una banda neozelandesa de hard rock, homónima, con la que publicó su primer álbum Head Job, precedente a una gira europea. Actualmente es el baterista de AC/DC, confirmándose su retorno a la formación de la banda en octubre de 2020 con la llegada del nuevo álbum "Power Up".

## Problemas legales
A principios de noviembre de 2014, después de un registro en la vivienda de Phil Rudd, el músico tuvo que enfrentarse a acusaciones de amenazas y posesión de drogas. Fue a principios del año siguiente cuando AC/DC no pudo contar con Phil para la gira Rock Or Bust y el baterista Chris Slade entró en su lugar.

### Head Job
En 2016 Phil, tras cumplir un arresto domiciliario, relanzó con su banda el álbum Head Job. El grupo inició una gira europea que a mediados de 2017 se truncó debido a problemas técnicos y de logística.

### Nuevamente en AC/DC
Tras pasar tiempo fuera de los estudios con AC/DC, en 2018 salieron a la luz unas fotografías que lo muestran en el bajo de Vancouver, junto a Brian Johnson. La imagen fue tomada por un conocido fanático de la banda y se muestran sonrientes en la puerta de los estudios Warehouse.
En octubre de 2020 se confirma su regreso a la formación de la banda con la llegada del disco "Power Up" contando con Phil en la batería.
En 2023, la banda se presentó por primera vez desde 2016, en el festival Power Trip. Sin embargo, Matt Laug fue quien suplió a Phil Rudd en la batería de dicho show. Más tarde, en noviembre del mismo año, el propio Phil confirmaría en una entrevista que su ausencia en el show se debió a problemas con su visado.

## Equipo y Sonor Phil Rudd
Phil en sus inicios utilizaba baterías Ludwig. Más adelante, en 1977, eligió la firma Sonor, con la que continúa trabajando en la actualidad. 
En diciembre de 2009 Sonor lanzó a la venta la réplica de batería "Sonor Phil Rudd", que incluye bombo (con parche firmado por Phil), 1 tom aéreo, 2 tom de piso, soportes para platos y redoblante. Los platillos que Phil Rudd utiliza son los Paiste serie 2002: 
14" 2002 Medium Hi-Hat,
20" 2002 Crash,
19" 2002 Crash,
20" 2002 Crash,
20" 2002 Crash,
19" 2002 Crash,
19" 2002 Crash,
19" 2002 Crash.
Sonor también ha lanzado aparte, la caja que utiliza Rudd, con exterior de acero y parche firmado. Phil utiliza unas baquetas Ahead Advantage, son baquetas que tienen un sistema de reducción de vibraciones, o VRS (reduce la fatiga de las manos y permite tocar por más tiempo y más rápido; su núcleo de aleación garantiza mayor precisión; en concreto, la variación de peso y balance es menor al 1%, comparado con el 20% de las baquetas de madera). 
El equipo que utilizó para la última gira es: 
Bombo de 22" x 18X
Tom aéreo de 13" x 12"
Tom de piso de 18" x 16"
Tom de piso de 18" x 18"